# Campo de color
El campo de color (o campo gluónico) es un campo físico asociado a la interacción fuerte entre partículas que llevan asociadas una carga de color.
Desde el punto de vista matemático el campo de color se representa por un campo gauge tensorial. Aunque las propiedades del campo de color se describen usualmente dentro de la teoría cuántica de campos en concreto la cromodinámica cuántica incluye una descripción de dicho campo.

## Aproximación clásica
Para entender el campo de color, resulta útil compararlo con el campo electromagnético {\displaystyle \mathbf {F} } que es un campo tensorial que comparte varias propiedades formales con el campo de color.
El campo de color se puede representar como un campo {\displaystyle \mathbf {G} } que es una 2-forma con valores en el grupo SU(3) por lo que para especificar una aproximación clásica es necesario especificar en cada punto del espacio seis matrices del álgebra de Lie de SU(3). Esto equivaldría a especificar 6·8 = 48 escalares, ya que el grupo SU(3) tiene dimensión 8 sobre los números reales.
El campo electromagnético en contrapartida requiere la especificación para cada punto del espacio de seis componentes sobre el álgebra de Lie de U(1). La gran diferencia es que puesto que el álgebra de Lie de U(1) se puede identificar con los números reales, el campo electromagnético requiere especificar 6 escalares (que en electromagnetismo clásico se interpretan como la componentes tridiomensionales del campo eléctrico y el campo magnético).
Otra propiedad interesante del campo de color, análoga a la del campo electromagnético, es que dicho campo puede ser derivado de un campo potencial vectorial y un campo potencial escalar. En el caso del campo electromagnético el potencial vector y el escalar pueden agruparse para formar un cuadrivector potencial {\displaystyle \mathbf {A} }, que es interpretado como 1-forma y cuya diferencial exterior es el campo electromagnético:

{\displaystyle \mathbf {A} =(\phi ,-A_{x},-A_{y},-A_{z})\ \Rightarrow \ \mathbf {F} =d\mathbf {A} +\mathbf {A} \land \mathbf {A} =d\mathbf {A} +0}

En el caso del campo de color, el cuadrivector potencial asociado {\displaystyle \mathbf {B} } al campo de color cada una de las componentes es en lugar de un escalar una matriz de álgebra de Lie de SU(3) y las ecuaciones formales serían:

{\displaystyle \mathbf {B} \in {{\mathfrak {su}}(3)}^{4}\ \Rightarrow \ \mathbf {G} =d\mathbf {B} +\mathbf {B} \land \mathbf {B} }

Donde ahora el segundo término de la última expresión no se anula al ser el grupo de gauge del campo de color un grupo no-abeliano.
Finalmente la aproximación clásica del campo de color permitiría escribir el equivalente de las ecuaciones de Maxwell para el campo de color.

## Descripción cuántica
Desde el punto de vista de la teoría cuántica los campos son interpretables en términos de partículas de tipo bosónico. En el caso del campo electromagnético la partícula bosónica asociada es el fotón. En el caso del campo de color la partícula asociada se denomina gluón.
El mejor modelo disponible del campo de color que incorpora sus efectos cuánticos es la cromodinámica cuántica (QCD), que incorpora un cierto número de parámetros que deben ser fijados empíricamente, por lo que es un modelo prometedor y adecuado, pero que debería ser extendido a una teoría más completa, en la que ciertas cuestiones abiertas reciban una respuesta satisfactoria.
La descripción que da la QCD del campo de color parte de un lagrangiano y tiene un enfoque perturbativo que permite hacer algunos cálculos prácticos. El lagrangiano de partida es:

{\displaystyle {\begin{aligned}{\mathcal {L}}_{\mathrm {QCD} }&={\bar {q}}\left(i\gamma ^{\mu }D_{\mu }-m\right)q-{\frac {1}{4}}G_{\mu \nu }^{a}G_{a}^{\mu \nu }\\&={\bar {q}}\left(i\gamma ^{\mu }(\partial _{\mu }+igT_{a}G_{\mu }^{a})-m\right)q-{\frac {1}{4}}G_{\mu \nu }^{a}G_{a}^{\mu \nu }\\&={\bar {q}}\left(i\gamma ^{\mu }\partial _{\mu }-m\right)q-g\left({\bar {q}}\gamma ^{\mu }T_{a}q\right)G_{\mu \nu }^{a}-{\frac {1}{4}}G_{\mu \nu }^{a}G_{a}^{\mu \nu }\\&={\bar {q}}i\gamma ^{\mu }\partial _{\mu }q-{\bar {q}}mq-g{\bar {q}}\gamma ^{\mu }T_{a}qG_{\mu }^{a}-{\frac {1}{4}}G_{\mu \nu }^{a}G_{a}^{\mu \nu }\\\end{aligned}}}

Donde
{\displaystyle q\,} es el campo de quarks,
{\displaystyle \gamma ^{\mu }\,} son las matrices de Dirac,
{\displaystyle G_{\mu }^{a}\,} son los 8 campos de gauge, y
{\displaystyle T_{a}\,} son los generadores de álgebra de Lie de SU(3).